# Joel Otim
Joel Otim Bua (* 2. Juli 1971; † 16. Juni 2021 in Kampala) war ein ugandischer Leichtathlet.

## Biografie
Joel Otim startete bei den Juniorenweltmeisterschaften 1988 über 200 und 400 Meter. 1991 trat er im Seniorenbereich bei den Weltmeisterschaften in Tokio über 100 und 400 Meter an.
Bei den Olympischen Spielen 1992 in Barcelona schied er als Fünfter seines Vorlaufes im Wettkampf über 100 Meter aus.
Am 16. Juni 2021 starb Otim im Alter von 49 Jahren während der COVID-19-Pandemie in Uganda an den Folgen einer SARS-CoV-2-Infektion.